# Terra Roxa, São Paulo
Terra Roxa là một đô thị ở bang São Paulo của Brasil. Đô thị này nằm ở vĩ độ 20º47'20" độ vĩ nam và kinh độ 48º19'47" độ vĩ tây, trên khu vực có độ cao 494 m. Dân số năm 2004 ước tính là 8.325 người.

## Địa lý
Đô thị này có diện tích 219,894 km².

### Sông ngòi
- Rio Pardo
- Ribeirão das Palmeiras
- Ribeirão do Banharão

### Các xa lộ
- SP-353